# مايسونيتي (نيو برونزويك)
مايسونيتي (بالإنجليزية: Maisonnette, New Brunswick)‏ هي قرية وvillage of New Brunswick تقع في كندا في Gloucester County. يقدر عدد سكانها بـ 573 نسمة .